# Comuna Prgomet, Split-Dalmația
Prgomet este o comună în cantonul Split-Dalmația, Croația, având o populație de 673 de locuitori (2011).

## Demografie
Componența etnică a comunei Prgomet
     Croați (99,41%)
     Necunoscut (0,59%)
     Neclasificat (0%)
Componența confesională a comunei Prgomet
     Catolici (99,11%)
     Necunoscută (0,45%)
     Alte religii (0,45%)
Conform recensământului din 2011, comuna Prgomet avea 673 de locuitori. Din punct de vedere etnic, majoritatea locuitorilor (99,41%) erau croați. Apartenența etnică nu este cunoscută în cazul a 0,59% din locuitori. Din punct de vedere confesional, majoritatea locuitorilor (99,11%) erau catolici. Pentru 0,45% din locuitori nu este cunoscută apartenența confesională.